# لمبدان بالايي
لمبدان بالايي (بالفارسية: لمبدان بالایی) هي قرية تقع في Howmeh Rural District في إيران. يقدر عدد سكانها بـ 1,069 نسمة .